# Gornești
Gornești [gorˈneʃtʲ] (veraltet Gernesig; deutsch Kertzing, ungarisch Gernyeszeg) ist eine Gemeinde im Kreis Mureș in der Region Siebenbürgen in Rumänien.

## Geographische Lage

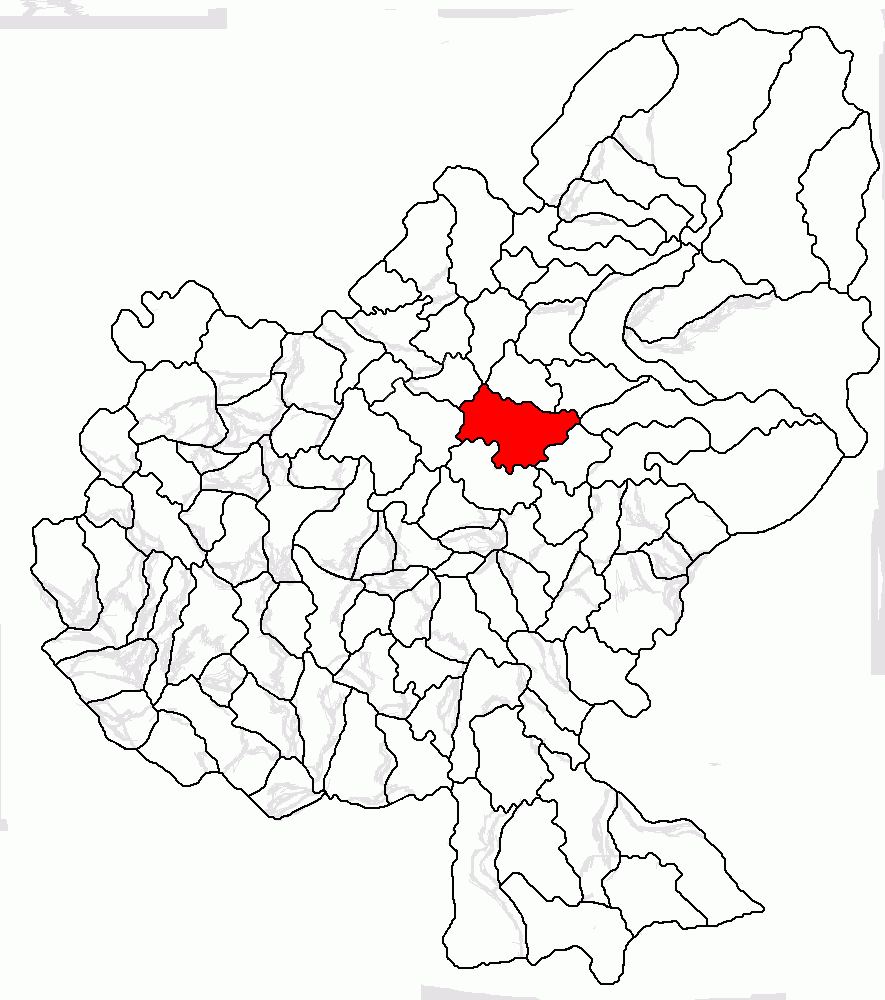
Lage der Gemeinde Gornești im Kreis Mureș

Die Gemeinde Gornești liegt im Mureș-Tal im Siebenbürgischen Becken nördlich des Kokel-Hochlands (Podișul Târnavelor). Im Zentrum des Kreises Mureș am Mureș (Mieresch), der Nationalstraße DN 15 und der der Bahnstrecke Târgu Mureș–Gheorgheni befindet sich der Ort Gornești 17 Kilometer nördlich von der Kreishauptstadt Târgu Mureș (Neumarkt am Mieresch) entfernt.

## Geschichte
Der Ort Gornești, ein mehrheitlich von Magyaren bewohnter Ort, wurde 1319 erstmals urkundlich erwähnt. Eine Besiedlung des Ortes wird nach archäologischen Grabungen der Jungsteinzeit zugeordnet. Zahlreiche archäologische Objekte werden von der Latènezeit bis in die Jungsteinzeit datiert.
Im eingemeindeten Dorf Mura Mică (Klein-Sedresch) wurden 187 Münzen, von denen 132 thasische Münzen waren, gefunden. Diese befinden sich seit 1903 in einem Budapester Museum. Auch im eingemeindeten Dorf Pădureni (Scholten) wurden Funde von der Jungsteinzeit bis in die Eisenzeit zugeordnet. Östlich des eingemeindeten Dorfes Petrilaca de Mureș (Petershausen; Petersdorf), auf dem Areal von den Einheimischen genannt Ciortos, wird im Verzeichnis historischer Denkmäler des Ministeriums für Kultur und nationales Erbe (Ministerul Culturii și Patrimoniului Național) eine Besiedlung in die Bronzezeit der Wietenberg-Kultur zugeordnet.
Zur Zeit des Königreichs Ungarn gehörte die heutige Gemeinde dem Stuhlbezirk Régen alsó („Unter-Regen“) in der Gespanschaft Maros-Torda anschließend dem historischen Kreis Mureș und ab 1950 dem heutigen Kreis Mureș an.

## Bevölkerung
Die Bevölkerung der heutigen Gemeinde Gornești entwickelte sich wie folgt:
| 1850 | 4.786 | 1.297 | 3.151 | 5 | 333            |
| 1930 | 6.719 | 1.909 | 4.413 | 8 | 389            |
| 1956 | 7.739 | 1.801 | 5.685 | 4 | 249            |
| 2002 | 5.885 | 1.122 | 4.437 | 2 | 324            |
| 2011 | 5.577 | 1.005 | 3.912 | 2 | 658            |
| 2021 | 5.072 | 770   | 3.514 | 5 | 783 (420 Roma) |

Seit 1850 wurde auf dem Gebiet der heutigen Gemeinde die höchste Einwohnerzahl 1956 ermittelt. Die höchste Anzahl der Magyaren (5.695) wurde 1941, die der Rumänen 1930, der Roma (519) 2011 und die der Rumäniendeutschen (21) wurde 1910 registriert.

## Sehenswürdigkeiten
- Im Gemeindezentrum das 1477 erstmals erwähnte und 1770 im Barockstil umgebaute Schloss Teleki[3] sowie dessen Park im 19. Jahrhundert angelegt, stehen unter Denkmalschutz.[7] Das Schloss hat 52 Räume und 365 Fenster. In dessen Park stehen klassizistische groteske Sandsteinfiguren.
- Im Gemeindezentrum die reformierte Kirche im 15. Jahrhundert errichtet und mehrfach umgebaut[9] und die Krypta in der Kirche in der Mihály Teleki und seine Ehefrau Judit Weér beigesetzt sind,[10] stehen unter Denkmalschutz.[7]
- Die orthodoxe Kirche Sf. Arhangheli Mihail și Gavril in Gornești, wurde an Stelle einer zerfallenen Holzkirche 1912 errichtet.[11]
- Im eingemeindeten Dorf Mura Mare (Gross-Sedresch; Himbeerdorf) zwei Holzkirchen, beide im 17. Jahrhundert errichtet, stehen unter Denkmalschutz.[7] Die Sf. Arhangheli Mihail și Gavril und Sf. Nicolae Kirche[12] ist in gutem Zustand, während die im Friedhof einst stehende Sf. Arhangheli Mihail și Gavril[13] im Winter 2008/09 einstürzte.
- Im eingemeindeten Dorf Periș (Birnbaum) die reformierte Kirche im 14. Jahrhundert errichtet und mehrfach umgebaut,[14] steht unter Denkmalschutz.[7] Die Kirche war ursprünglich eine katholische dann eine evangelische und jetzt eine reformierte Kirche. Der hölzerne Glockenturm der Kirche der ebenfalls unter Denkmalschutz steht, wurde 1768 aus Petelea (Birk) hierhergebracht.[3]

## Persönlichkeiten
- Michael Teleki (1634–1690), war Kanzler und Ratgeber des siebenbürgischen Fürsten und wurde in der Krypta der Kirche im Gemeindezentrum beigesetzt.
- Sámuel Teleki (1739–1822), war Kanzler von Siebenbürgen, Gründer der Teleki-Bibliothek in Târgu Mureș.[15]
- István Bethlen (1874–1946?), war ein ungarischer Politiker
- Alexandru Todea (1912–2002), war Erzbischof von Făgăraș und Alba Iulia für die Rumänische griechisch-katholische Kirche und Kardinal der Römischen Kirche.